# ARHGDIG
ARHGDIG‏ (Rho GDP dissociation inhibitor gamma) هوَ بروتين يُشَفر بواسطة جين ARHGDIG في الإنسان.